# Droga wojewódzka 543
Die Droga wojewódzka 543 (DW 543) ist eine 58 Kilometer lange Droga wojewódzka (Woiwodschaftsstraße) in der polnischen Woiwodschaft Kujawien-Pommern, die Paparzyn mit Szabda verbindet. Die Strecke liegt im Powiat Chełmiński, im Powiat Wąbrzeski, im Powiat Grudziądzki und im Powiat Brodnicki.

## Streckenverlauf
Woiwodschaft Kujawien-Pommern, Powiat Chełmiński
-  Paparzyn (Paparzyn, Papersen) (DK 55)
- Robakowo (Rebkau)
- Gorzuchowo (Gottersfeld)

Woiwodschaft Kujawien-Pommern, Powiat Wąbrzeski
- Płąchawy
- Błędowo (Blandau)
- Wiewiórki

Woiwodschaft Kujawien-Pommern, Powiat Grudziądzki
- Dębieniec (Dambinitz)
- Zielnowo
-  Radzyń Chełmiński (Rehden) (DW 534)
- Czeczewo
- Gołębiewo
- Rywałd

Woiwodschaft Kujawien-Pommern, Powiat Wąbrzeski
- Blizno (Dambinitz)

Woiwodschaft Kujawien-Pommern, Powiat Brodnicki
- Jabłonowo-Zamek (Goßlershausen, Schloß)
- Jabłonowo Pomorskie (Jablonowo)
- Piecewo (Ofen, Kreis Strasburg)
- Kamień (Kamin)
- Mileszewy (Meiler)
- Czekanowo (Waldschaken)
- Grzybno (Griewenhof)
-  Szabda (DK 15)